# Manoel da Silva Amorim
Manoel da Silva Amorim  (Recife, 1780-1873) foi um escultor pernambucano. É considerado o mais importante escultor nordestino do século XIX.
Suas principais obras são Mater Dolorosa do Mosteiro de São Bento de Olinda e a pequena Nossa Senhora da Ajuda de 1867, que figura no altar-mor da Capela Dourada até os dias de hoje.
Como irmão da Ordem Terceira de São Francisco de Recife, confeccionou ainda figuras processionais e as imagens de Santa Clara e São Luis, que ocupam os retábulos da nave da igreja principal da Ordem Terceira.
Suas obras estão espalhadas em diversas igrejas de Recife e Olinda.